# Плямогорлець
Плямогорлець (Modulatrix stictigula) — вид горобцеподібних птахів родини Modulatricidae.

## Поширення
Вид поширений в Танзанії та на півночі Малаві. Мешкає у гірських дощових лісах.

## Опис
Птах завдовжки до 15-17 см та вагою 28-45 г. Верхня частина тіла темно-коричнева, Горло з білими цятками. Груди та черево рудувато-цегляного забарвлення.

## Спосіб життя
Денні птахи, живуть поодинці або попарно. Плямогорлець живиться комахами та іншими дрібними безхребетними, яких шукає у лісовій підстилці.